# Ctenophorus salinarum
Espèce
Synonymes
- Ctenophorus pictus salinarum Storr, 1966

Ctenophorus salinarum est une espèce de sauriens de la famille des Agamidae.

## Répartition
Cette espèce est endémique d'Australie-Occidentale. Elle se rencontre dans les environs de Noraeman.

## Publication originale
- Storr,  1966 : The Amphibolurus reticulatus species-group (Lacertilia: Agamidae) in Western Australia. Journal of The Royal Society of Western Australia, vol. 49, p. 17-25.